# جنجال در کشتی
جنجال در کشتی (Original Name: Hey! Hey! USA!) محصول سال ۱۹۳۸ سینمای انگلستان و به کارگردانی مارسل ورنل (Marcel Varnel) است.
در این فیلم کمدی، ویل هی و ادگار کندی به ایفای نقش می‌پردازند.
تامی باپ (Tommy Bupp) بازیگر نقش برتی شولدز (Bertie Schultz) نیز برای بازی در این فیلم به انگلستان سفر کرد و بدین ترتیب اولین نوجوان آمریکایی است که برای بازی در یک فیلم به انگلستان سفر کرده‌است.

## نام اصلی فیلم
نام اصلی این فیلم، هی هی یو اس ای Hey! Hey! USA! است ولی در ایران با نام جنجال در کشتی به نمایش درآمده‌است.

## داستان فیلم
دو گروه گانگستری رقیب در شیکاگو قصد ربودن فرزند مرد ثروتمندی دارند و بنجامین تویست (ویل هی Will Hay) که یک باربر ساده دل انگلیسی است ناخواسته با شخصی به نام پروفسور تاویستاک (professor Phineas Tavistock) اشتباه می‌شود و به این شکل وارد ماجرا می‌شود و به همراه باگس لری (ادگار کندی Edgar Kennedy) که یک تبهکار ساده و زودباور است ماجراهای طنز فیلم را رقم می‌زنند.